# Christopher Castile
Christopher Jon Castile (* 15. Juni 1980 in Orange County, Kalifornien) ist ein ehemaliger US-amerikanischer Schauspieler.

## Leben
Anfang der 1990er Jahre machte Castile zunächst in einer Reihe kurzer Gastauftritte in diversen Comedyserien auf sich aufmerksam. 1991 bekam er eine Hauptrolle in der US-Sitcom Eine starke Familie, die er bis zum Ende der Serie 1998 spielte. Der Charakter des Brille tragenden Computergenies Mark Foster führte zu weiteren Rollen. Neben einer Gastrolle in dem Golden-Girls-Spin-off Harrys Nest stand Castile 1992 und 1993 für den Kinoerfolg Ein Hund namens Beethoven und dessen Fortsetzung Eine Familie namens Beethoven vor der Kamera. Danach beendete er seine Schauspielkarriere.
2005 erlangte Castile seinen Bachelor an der California State University, Long Beach. Danach erwarb er 2008 an derselben Fakultät seinen Master. Heute ist Castile als Professor für Politikwissenschaften an der privaten Biola University in La Mirada (Kalifornien) tätig.